# Kasteel Gaillard
Het Kasteel Gaillard (Frans: Château Gaillard) is een kasteel in de Franse gemeente Les Andelys. Het kasteel is een beschermd historisch monument sinds 1862. Niet te verwarren met het kasteel Gaillard in Amboise, gebouwd in opdracht van de Franse koning Karel VIII.

## Geschiedenis
Het kasteel werd tussen 1196 en 1198 gebouwd in opdracht van koning Richard I van Engeland voor extra controle langs de rivier de Seine. De bouw door de koning van Engeland en de hertog van Normandië, Richard Leeuwenhart, maakt deel uit van de strijd tussen de koningen van Frankrijk en die van Engeland, sinds 1060 de toenmalige hertogen van Normandië. Het was de belangrijkste burcht van de Plantagenets in Normandië, en de verovering ervan in 1204 maakte de weg vrij voor de voltooiing van de verovering van het hertogdom door het huis Capet. Gedurende de Honderdjarige Oorlog wisselde het kasteel regelmatig van eigenaar en in 1573 was het kasteel compleet verlaten en vervallen tot een ruïne.